# Julio Brouwer de Koning
Julio Rodolfo Brouwer de Koning (Villa Ascasubi, 27 de julio de 1913 - desconocido) fue un político de la UCR argentino, siendo diputado nacional entre 1960 y 1962, senador provincial de Córdoba entre 1946 y 1947, y 1952 y 1955, diputado provincial entre 1949 y 1952, e interventor federal de la provincia de Misiones durante la presidencia de Arturo Frondizi.

## Trayectoria

### Militancia y cargos
Perteneció a la Unión Cívica Radical, en el libro "Historia de la Unión Cívica Radical de Córdoba 1890/2000" menciona que fue senador provincial de Córdoba electo en 1946 hasta la intervención en 1947 y nuevamente electo en las Elecciones de 1951 para un periodo de tres años (1952-1955) y reelecto en las Elecciones de 1954 para el periodo 1955-1961 (periodo que solo duro 3 meses por el golpe de 1955) las tres veces electo por el Departamento Tercero Arriba, anteriormente a su asunción como senador provincial en 1952 fue diputado provincial (1949-1952) y diputado nacional por la aquella provincia entre 1960 y 1962. Fue interventor federal de la provincia de Misiones entre el 26 de mayo de 1958 y el 16 de marzo de 1959. Fue subsecretario del Ministerio de Defensa Nacional entre abril y junio de 1959.

#### Precandidato a Gobernador de Córdoba e interna de la UCRI
Dentro de la Unión Cívica Radical Intransigente en 1957 buscó la candidatura a gobernador perdiendo ante el exsenador provincial (1946-1947 y 1949-1952), Arturo Zanichelli quien resultó victorioso en la interna y electo gobernador en 1958 acompañado por Ángel Reale.

#### Diputado Nacional por Córdoba
Fue electo diputado nacional por Córdoba en las Elecciones legislativas de Argentina de 1960 cargo que ocupó por dos años debido al golpe al gobierno del presidente Arturo Frondizi el 29 de marzo de 1962.

### Descendientes y legado
Su hijo Luis Brouwer de Koning también fue un destacado político cordobés, que se desempeñó, entre otros cargos, como intendente de Villa Ascasubi y luego de Río Tercero.
Su nieta es la diputada nacional Gabriela Brouwer de Koning, también perteneciente a la Unión Cívica Radical.

## Historia Electoral

### Elección a Senador Provincial de Córdoba en 1946
| Tercero Arriba 1 Senador | Tercero Arriba 1 Senador                 | Tercero Arriba 1 Senador | Tercero Arriba 1 Senador | Tercero Arriba 1 Senador | Tercero Arriba 1 Senador  |
| Partido                  | Partido                                  | Votos                    | %                        | Bancas                   | Candidatos a Senador      |
| ------------------------ | ---------------------------------------- | ------------------------ | ------------------------ | ------------------------ | ------------------------- |
|                          | Unión Cívica Radical                     | 5.789                    | 43,74                    | 1/1                      | - Julio Brouwer de Koning |
|                          | Partido Demócrata                        | 3.913                    | 29,57                    | 0/1                      | - Manuel P. Olmos         |
|                          | Partido Laborista - UCR Junta Renovadora | 3.060                    | 23,12                    | 0/1                      | - Francisco C. Martínez   |
|                          | Partido Socialista                       | 251                      | 1,90                     | 0/1                      | - Luis F. Pepellín        |
|                          | Partido Comunista                        | 221                      | 1,67                     | 0/1                      | - Generoso Bernardo       |
| Votos positivos          | Votos positivos                          | 13.234                   | 98,18                    |                          |                           |
| Votos en blanco          | Votos en blanco                          | 215                      | 1,59                     |                          |                           |
| Votos nulos              | Votos nulos                              | 31                       | 0,23                     |                          |                           |
| Votos observados         | Votos observados                         | 0                        | 0,00                     |                          |                           |
| Participación            | Participación                            | 13.480                   | 87,69                    |                          |                           |
| Electores registrados    | Electores registrados                    | 15.372                   | 100                      |                          |                           |

### Elecciones legislativas de Argentina de 1960
|  | 44,33 % |

|  | 28,54 % |

|  | 15,37 % |

|  | 5,92 % |

|  | 1,97 % |

|  | 1,36 % |

|  | 1,24 % |

|  | 0,70 % |

|  | 0,57 % |

|  | 75,84 % |

|  | 24,16 % |

|  | 100 % |

|  | 87,85 % |

## Nota
1. ↑  Falleció el 23 de septiembre de 1960, lo reemplaza Luis Augusto Caeiro (UCRP) en 1962.